# Phyllurus platurus
Phyllurus platurus este o specie de șopârle din genul Phyllurus, familia Gekkonidae, descrisă de Shaw 1790. Conform Catalogue of Life specia Phyllurus platurus nu are subspecii cunoscute.

## Galerie

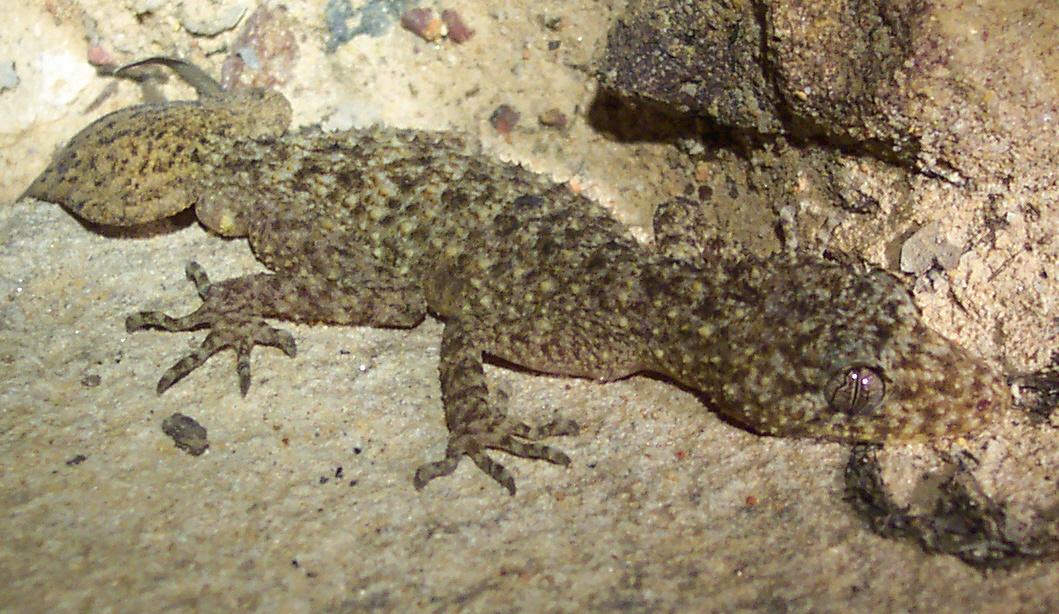
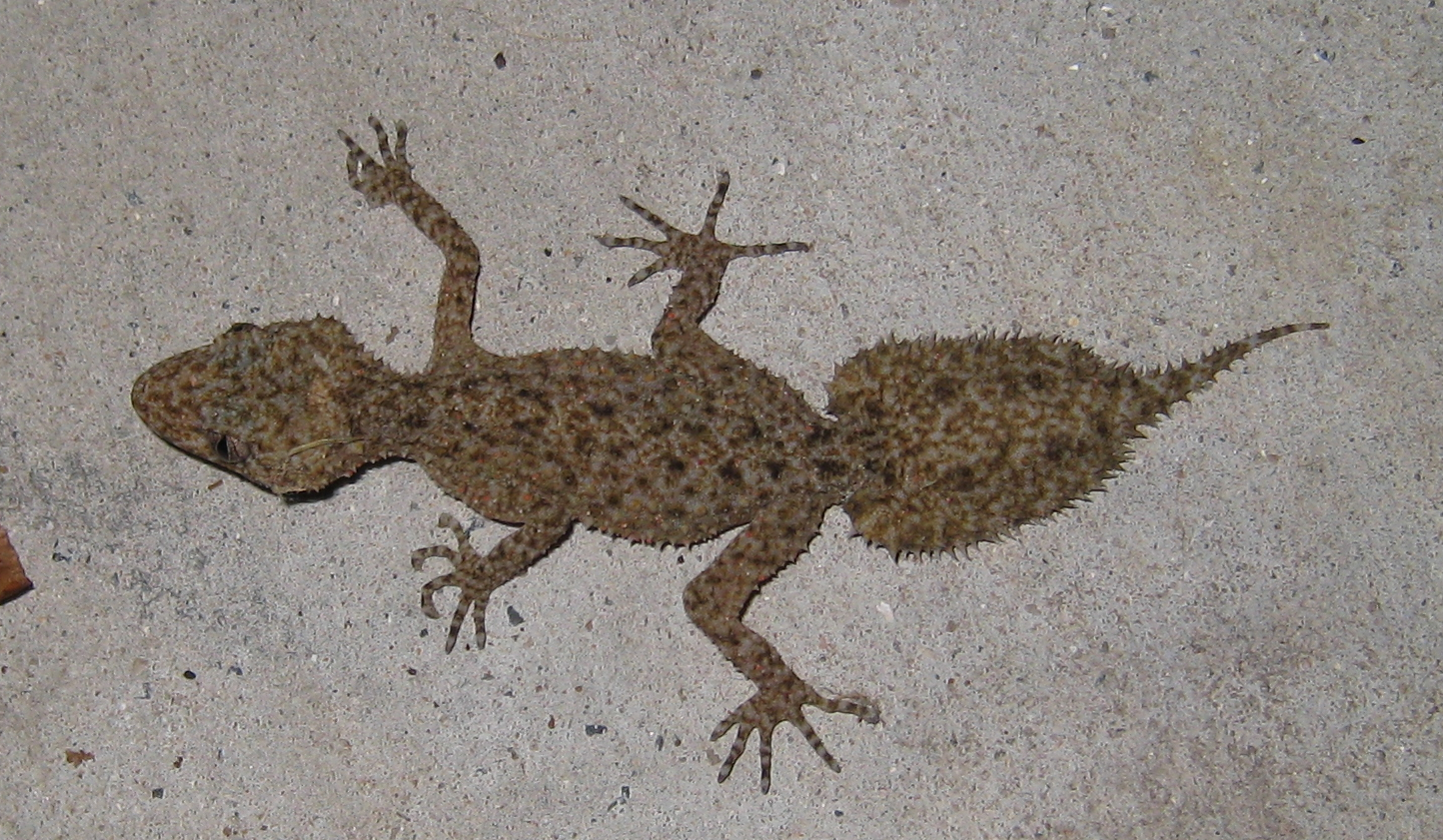